# Rataje nad Sázavou
Rataje nad Sázavou (deutsch Rattay; auch Ratais an der Sasau) ist eine Minderstadt in Tschechien. Sie gehört zum Okres Kutná Hora in der Region Mittelböhmen.

## Geographie

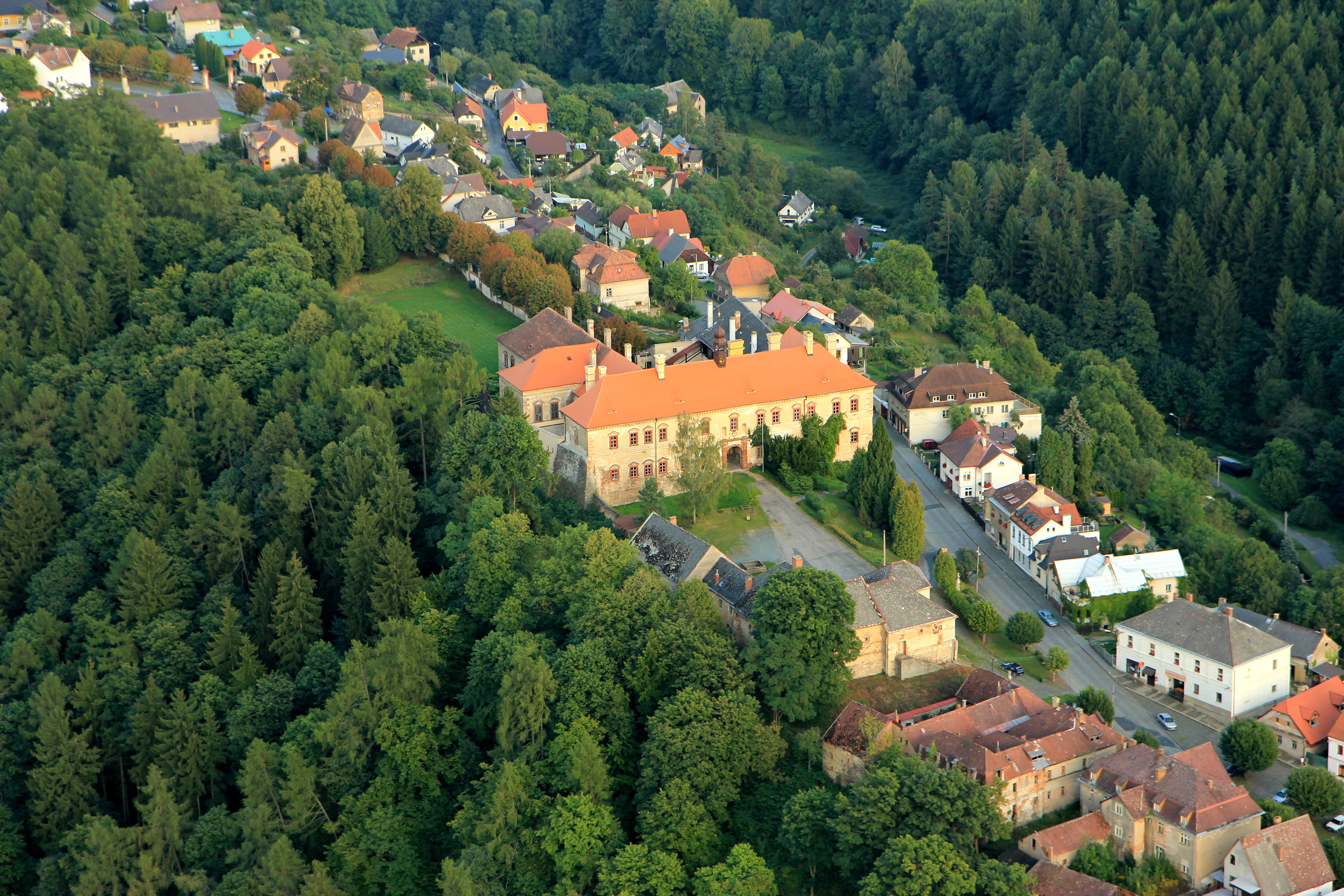
Luftbild von Rataje nad Sázavou mit dem Schloss Rataje

Rataje nad Sázavou liegt im Mittelböhmischen Bergland am rechten Ufer der Sázava. Nachbarorte sind Talmberk im Norden, Nový Dvur im Nordosten, Makolusky im Osten, Utěchvosty im Südosten, Kozojedy im Süden, Čeřenice im Südwesten, Vranik im Westen und Sázava im Nordwesten.

## Geschichte
Rataje bestand vermutlich schon im 10. Jahrhundert. Erstmals erwähnt wurde es 1289 mit der Nennung eines Pribizlaus de Rathay. Nach einem Brand wurde Rataje um die Mitte des 13. Jahrhunderts neu aufgebaut. 1293 gelangte es an den Prager Bischof Tobias von Bechin; im selben Jahr wurde es zum Marktdorf erhoben. Der böhmische König Johann von Luxemburg übergab es als Lehen seinem Unterkämmerer und Hofmarschall Heinrich von Leipa, der die bereits vorhandene Befestigung im Osten mit der sog. Vorderen bzw. Oberen Burg und einer Unteren Burg sichern ließ, die an einem Felsvorsprung an der Mündung des Baches Živný in die Sázava lag.
Um 1365 übergab Čeněk von Leipa Rataje seinem Verwandten Ješek von Leipa. Während seiner Herrschaft wurde die Untere Burg 1385 erstmals als „Pyrgenstein“ erwähnt, woraus sich die Bezeichnungen Birkenstein und Pirkstein entwickelten. Čeněk von Leipa begründete vermutlich als erster die Nebenlinie der Ptaček von Pirkstein. Es ist nicht bekannt, ob Hynek Ptáček von Pirkstein, der 1420 als Besitzer von Rataje verzeichnet ist, Čeneks Sohn war. Hynek war höchster Hof- sowie Münzmeister des Königreichs sowie Verweser der Königsstädte. Durch die Heirat von dessen Tochter Margarethe mit Herzog Viktorin, einem Sohn des Königs Georg von Podiebrad, gelangte Rataje 1463 an diesen. Er verkaufte Rataj zusammen mit der Burg Pirkstein 1487 dem Bohuslav von Schwanberg. 1524 gelangte es an Václav Robmháp und 1528 an Ladislav von Malešice von Černožice (Ladislav Malešický z Černožic). Ihm folgten sein Sohn Václav und danach dessen Sohn Jan. Während ihrer Herrschaft erhielt Rataje verschiedene Privilegien, u. a. das Stadtrecht, die Blutgerichtsbarkeit und das Stadtwappen. Außerdem bauten sie die sog. Obere Burg zu einem Renaissanceschloss aus, wodurch sie ihre Bedeutung als Befestigung verlor. 1604 eignete Rataje Jan d. Ä. Čejka von Olbramovice, der es in diesem Jahr der Veronika von Sternberg verkaufte.
Während eines Bauernaufstandes im Gebiet von Kouřim und Čáslav wurde Rataje zerstört und von den Herren von Thalenberg, die die Herrschaft Rataje von 1636 bis 1712 besaßen, wieder aufgebaut. Das Schloss erweiterten sie bis 1672 zu einem vierflügeligen Barockbau. Außerdem errichteten sie 1675–1691 an der dem Schloss gegenüberliegenden Seite des Marktplatzes die Matthäuskirche neu. Johann Franz Ludwig von Thalenberg verkaufte Rataje 1712 dem Václav Oktavián von Kinský. Er errichtete in Rataje eine Pfarre, deren Sitz die Burg Pirkstein wurde, die zu diesem Zweck in den Jahren 1713–1724 umgebaut wurde. Ab 1772 bis 1922 war Rataje im Besitz der Liechtensteiner. Das Schloss Rataje erwarb 1933 die Gemeinde Rataje, die es seither für kommunale Einrichtungen nutzt.
Zum 1. Dezember 2006 erhielt Rateje wieder den Status eines Městys.

## Populärkultur
Die Stadt Rataje erlangte internationale Bekanntheit unter dem Namen „Rattay“ durch das Rollenspiel Kingdom Come: Deliverance von 2018. In dem Spiel erkundet man eine Interpretation des Orts, wie er zu Beginn des 15. Jh. ausgesehen haben könnte.

## Gemeindegliederung
Die Gemeinde Rataje nad Sázavou besteht aus den Ortsteilen
- Rataje nad Sázavou (Ratais an der Sasau)
- Malivídy (Malowid)
- Mirošovice (Miroschowitz)

## Persönlichkeiten
- Hynek Ptáček von Pirkstein (1404–1444), höchster Hof- und Münzmeister
- Jan Peka (1894–1985), Eishockeyspieler
- Johann Franz Christoph von Thalenberg (1644–1698), Bischof des Bistums Königgrätz (Hradec Králové)

## Sehenswürdigkeiten

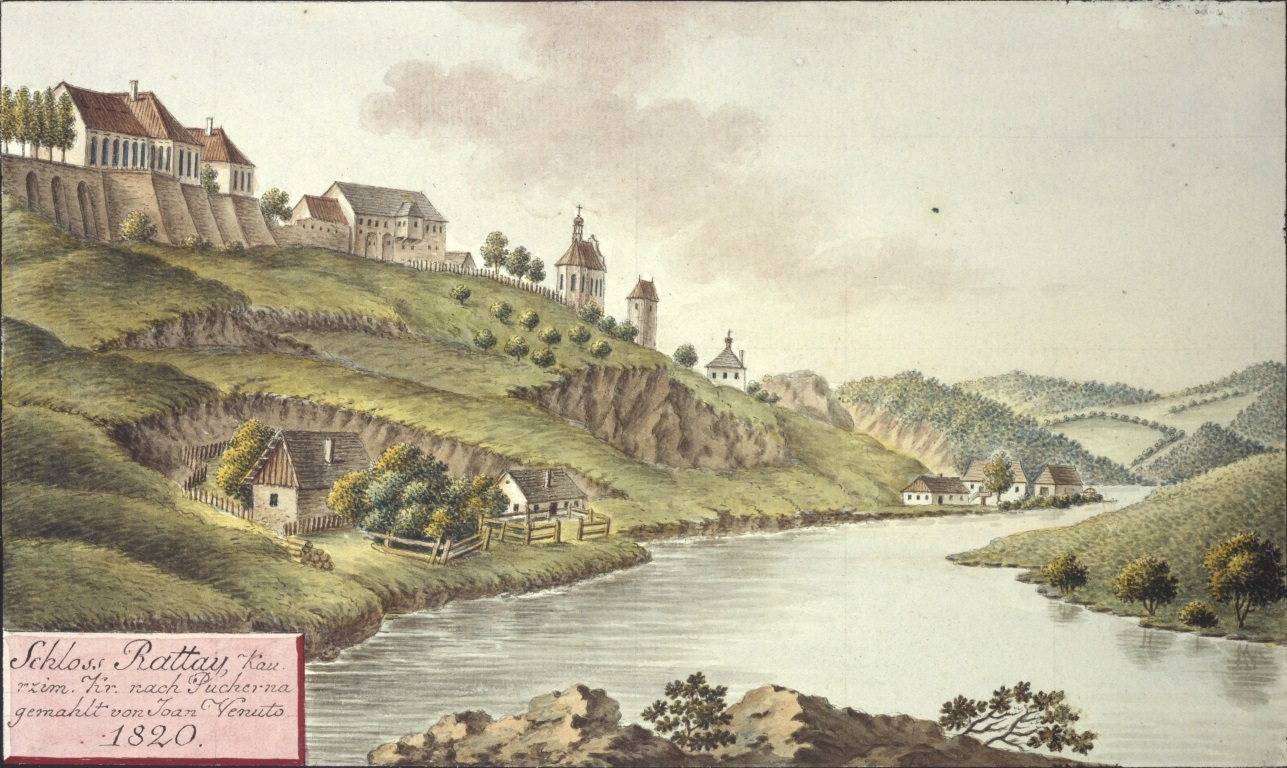
Schloss Rattay, gemalt von Joan Venuto (1820)

- Das Schloss Rataje wurde im 16. Jahrhundert aus der Oberen Feste im Renaissancestil errichtet und in der zweiten Hälfte des 17. Jahrhunderts von den Herren von Thalenberg (Talmberk) durch Andrea de Quadri († 1692) zu einer vierflügeligen Barockanlage umgebaut. Später diente es als Verwaltungssitz der Liechtensteiner. 1933 erwarb es die Gemeinde Rataje, die es seitdem für kommunale Einrichtungen nutzt.
- Die Burg Pirkštejn wurde erstmals 1385 als „Pyrgenstein“ erwähnt. 1713–1724 wurde sie von den Kinský umgebaut und dient seither als Pfarrhaus.
- Die Matthäuskirche entstand 1675–1691 an der Stelle eines Vorgängerbaus nach Plänen des Andrea de Quadri.
- St.-Antonius-Kapelle
- St.-Wenzels-Kapelle

## Nachbargemeinden
| Ledečko                    | Ledečko Úžice u Kutné Hory Staňkovice u Kutné Hory | Uhlířské Janovice |
| Ledečko Sázava             | Kompassrose, die auf Nachbargemeinden zeigt        | Uhlířské Janovice |
| Drahňovice Český Šternberk | Vracovice u Benešov Podveky Zbizuby                | Podveky           |